# Лінн Віола
Лінн Віола (англ. Lynne Viola; нар. 5 квітня 1955, Натлі, штат Нью-Джерсі) — історикиня, професорка Університету Торонто. Спеціалізується на соціальній та політичній історії Радянського Союзу, основними її науковими інтересами є історія селян, жінок, політична культура та історія сталінізму.

## Біографія
Виросла в Натлі, штат Нью-Джерсі, закінчила середню школу Натлі у 1973 р.
Закінчила Барнардський коледж у 1978 році, здобула ступінь доктора філософії у Принстонському університеті в 1984 році.
У 2014 році була прийнята до Королівського товариства Канади. У 2018 році була лауреатом премії Томаса Генрі Пентленда Молсона. У 2019 році нагороджена премією Кіллама.

## Праці
- 1987, The best sons of the fatherland: workers in the vanguard of Soviet collectivization
- 1996, Peasant rebels under Stalin: collectivization and the culture of peasant resistance
- 2002, Contending with Stalinism: Soviet power and popular resistance in the 1930s
- 2007, The unknown gulag: the lost world of Stalin's special settlements
- 2008, The war against the peasantry, 1927–1930: the tragedy of the Soviet countryside
- 2012, Stalinist perpetrators on trial: scenes from the Great Terror in Soviet Ukraine